# Внетропический циклон
Внетропи́ческий цикло́н — циклон, формирующийся в течение года во внетропических широтах каждого полушария. За 12 месяцев их может быть множество сотен. Размеры внетропических циклонов весьма значительны. Хорошо развитый циклон может иметь в поперечнике 2-3 тыс. км. Это значит, что он может одновременно покрывать несколько областей России или провинций Канады и определять режим погоды на этой огромной территории.

## Характеристика

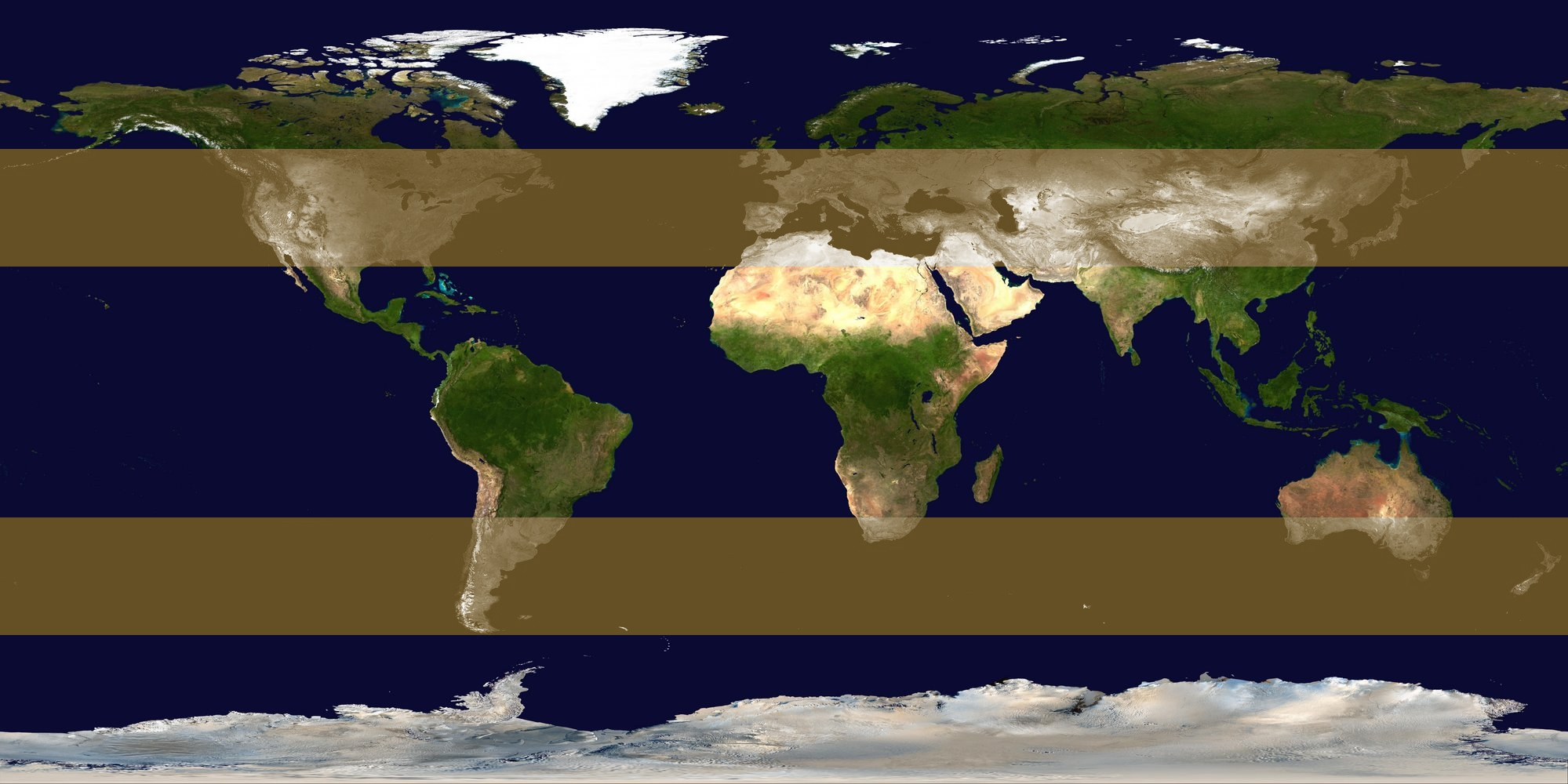
Распространение внетропического циклона

Вертикальное распространение (вертикальная мощность) циклона меняется по мере его развития. В первое время циклон заметно выражен лишь в нижней части тропосферы. Распределение температуры в первой стадии жизни циклона, как правило, асимметрично относительно центра. В передней части циклона, с притоком воздуха из низких широт, температуры повышены; в тыловой, с притоком воздуха из высоких широт, напротив, понижены. Поэтому с высотой изобары циклона размыкаются: над тёплой передней частью на высотах обнаруживается гребень повышенного давления, а над холодной тыловой — ложбина пониженного давления. С высотой это волнообразование искривление изобар или изогипс всё более сглаживается.
Но при последующем развитии циклон становится высоким, то есть замкнутые изобары обнаруживаются в нём и в верхней половине тропосферы. При этом температура воздуха в циклоне в общем понижается, а температурный контраст между передней и тыловой частью более или менее сглаживается: высокий циклон является в общем холодной областью тропосферы. Возможно и проникновение циклона в стратосферу.
Тропопауза над хорошо развитым циклоном прогнута вниз в виде воронки; сначала это понижение тропопаузы наблюдается над холодной тыловой (западной) частью циклона, а потом, когда циклон становится холодным во всей своей области, снижение тропопаузы наблюдается над всем циклоном. Температура нижней стратосферы над циклоном при этом повышена. Таким образом, в хорошо развитом высоком циклоне наблюдается над холодной тропосферой низко начинающаяся тёплая стратосфера.
Температурные контрасты в области циклона объясняются тем, что циклон возникает и развивается на главном фронте (полярном и арктическом) между воздушными массами разной температуры. В циклоническую циркуляцию втягиваются обе эти массы.
В дальнейшем развитии циклона тёплый воздух оттесняется в верхнюю часть тропосферы, над холодным воздухом, и сам подвергается там радиационному выхолаживанию. Горизонтальное распределение температуры в циклоне становится более равномерным, и циклон начинает затухать.

## Давление
Давление в центре циклона (глубина циклона) в начале его развития ненамного отличается от среднего: это может быть, например, 1000—1010 мб. Многие циклоны не углубляются более чем до 1000—990 мб. Сравнительно редко глубина циклона достигает 970 мб. Однако в особенно глубоких циклонах давление понижается до 960—950 мб, а в отдельных случаях наблюдалось и 930—940 мб (на уровне моря) с минимумом 925 мб в северном полушарии и 923 мб в южном полушарии. Наиболее глубокие циклоны наблюдаются в высоких широтах. Над Беринговым морем, например, в одной трети всех случаев глубина циклонов зимой от 961 до 980 мб.
Вместе с углублением циклона растут скорости ветра в нём. Ветры иногда достигают штормовых скоростей на больших территориях. В циклонах южного полушария это бывает особенно часто. Отдельные порывы ветра в циклонах могут достигать 60 м/сек, как это было 12 декабря 1957 г. на Курильских о-вах.

## Жизнь
Жизнь циклона продолжается несколько суток. В первой половине своего существования циклон углубляется, во второй — заполняется и, наконец, исчезает вовсе (затухает). В некоторых случаях существование циклона оказывается длительным, особенно если он объединяется с другими циклонами, образуя одну общую глубокую, обширную и малоподвижную область низкого давления, так называемый центральный циклон. Они в северном полушарии чаще всего образуются в северных частях Атлантического и Тихого океанов. На климатологических картах в этих районах отмечаются известные центры действия — исландская и алеутская депрессии.
Уже заполнившись в нижних слоях, циклон может ещё некоторое время сохраняться в холодном воздухе верхних слоёв тропосферы в виде высотного циклона.